# 伊德施泰因
伊德施泰因（德語：Idstein，發音：[ˈɪtʃtaɪn] ⓘ）是德国黑森州达姆施塔特行政区莱茵高-陶努斯县的城市，面积79.76平方千米，2023年12月31日人口为25,709人。

## 友好城市
伊德施泰因与以下城市结为友好城市：
- 荷蘭 赫斯登
- 義大利 拉纳
- 土耳其 希萊
- 俄羅斯 烏格利奇
- 比利时 兹韦恩德雷赫特